# Encefalomielitis ovina
La encefalomielitis ovina, llamada también Louping ill, es una enfermedad vírica aguda y febril, propia del ovino y caprino y capaz de afectar al ser humano y otras especies, transmitida por garrapatas y caracterizada por cuadros meningoencefalomielíticos.

## Epidemiología
La oveja es el principal reservorio y animal sensible. Este reservorio garantiza la supervivencia del virus debido a sus altas y persistentes viremias. Otras especies que también pueden actuar como reservorios domésticos y que padecen la enfermedad son las vacas, caballos, cabras, cerdos y perros, mientras que entre los animales salvajes se encuentran aves como la perdiz y mamíferos como el ciervo, las musarañas, ratones y liebres. La alta letalidad de estas especies unido a su baja viremia dificulta que estas especies puedan tener alguna importancia desde el punto de vista epidemiológico. El hombre también puede ser infectado cuando la garrapata le pica, aunque es un evento infrecuente.
La transmisión se verifica prioritariamente mediante la picadura de garrapatas de género Ixodes, siendo Ixodes ricinus el vector principal de la enfermedad. La presencia de este vector en un determinado hábitat está condicionada por la temperatura y el grado de humedad, por lo que la enfermedad se desarrollará preferentemente en aquellas épocas en que la garrapata desarrolla una mayor actividad, esto es, entre primavera y verano. Ixodes ricinus es una típica garrapata de 3 hospedadores con un ciclo vital de unos 3 años, presentando transmisión vírica transestadial pero no transovárica. Otras especies de garrapatas que también pueden estar involucradas en la transmisión de la enfermedad son Rhipicephalus appendiculatus, Ixodes persulcatus y Haemaphysalis anatolicum.
Además de la transmisión indirectas vehiculada por vectores, el virus del LI puede ser eliminado en la leche de ovejas y cabras, habiéndose constatado la infección en cabritos pero no así en corderos. Se ha constatado que el virus también puede ser transmitido mediante aerosoles y parenteralmente. 
En cuanto a su distribución, el Louping-Ill es endémico en amplias zonas de Escocia, Norte de Inglaterra, Gales e Irlanda. Asimismo ha sido constatada su presencia en Bulgaria, Turquía, Norte de España y Noruega.

## Etiología
El virus responsable del Louping-Ill (LIV) pertenece al Género Flavivirus, Familia Flaviviridae, que es la misma familia donde están los géneros Pestivirus, agentes de la peste porcina clásica y la diarrea vírica bovina; y Hepacivirus, que incluye al agente de la hepatitis C humana. En el mismo género del vírus Louping Ill se hallan el agente de la fiebre amarilla, del dengue o fiebre rompehuesos y los de las encefalomielitis japonesa y de San Luis (enfermedades zoonóticas todas ellas), y otras arbovirosis (arthropod borne virosis).
Virión esférico de 40-70 nm, con nucleocápside icosaédrico, ARN monocatenario y envoltura lipoproteica con peplómeros pequeños y numerosos.
Posee escasa resistencia ambiental, al calor, desinfectantes y ácidos. Es cultivable en embrión de pollo y por inoculación intracraneal en ratón, y también en cultivo celular, líneas BHK, de riñón porcino y de riñón ovino, en los que produce ECP distintivo.

## Patogenia
La penetración es parenteral, rara vez inhalatoria u oral. Vehiculado en leucocitos alcanza los ganglios linfáticos regionales donde sufre una 1.ª replicación. El período de incubación viene a ser de 6 a 11 días. Difunde por vía linfohemática, provocando viremia febril. Como resultado se produce una respuesta humoral que neutraliza el virus circulante. 
Los sobrevivientes se localizan en SNC, vehiculados en células y/o por vía axónica desde los bulbos olfatorios, a los que llegan a través de epitelio respiratorio. En él sufren una 2.ª replicación, y originan una encefalomielitis no purulenta con infiltración de linfocitos B; la producción local de anticuerpos puede entonces (o no) controlar a tiempo la infección.
Se produce neuronolisis por la replicación del virus en los centros motores de médula, cerebelo, tallo y puente, lo que ocasiona incoordinación y alteraciones motoras desde ataxia ligera, reversible, hasta coma profundo irreversible.

## Clínica
El periodo de incubación oscila entre 6 y 11 días. En la oveja se produce un cuadro febril bifásico caracterizado por hipertermia, depresión, anorexia y en ocasiones estreñimiento. Esta primera fase de la enfermedad puede ser muy ligera e incluso inaparente y coincide con la fase virémica del virus.
Si la respuesta inmune es adecuada se produce la esterilización de la infección y el proceso no evoluciona. Si no es así el virus consigue penetrar en el SNC desarrollando una muy evidente y característica sintomatología nerviosa que se produce conjuntamente con el segundo pico febril. Esto ocurre unos 5 días después de la infección. Los síntomas incluyen salivación, protrusión de la lengua, movimientos masticatorios, temblores musculares, incoordinación, ataxia, hiperestesia, sintomatología que se alterna con los famosos brincos que dan nombre a la enfermedad. En esta fase los animales se muestran hipersensibles a los ruidos y manipulaciones exteriores que pueden originar convulsiones, opistótonos, coma y muerte en un plazo de entre 7 y 12 días desde la infección. 
Los animales que sobreviven presentan secuelas neurológicas importantes. La enfermedad que se desarrolla en vacas y cerdos es muy similar a la desarrollada en ovejas. La enfermedad en caballos es infrecuente y la infección suele ser subclínica. Tanto la morbilidad como la mortalidad varían en función del estatus inmunitario individual. En las zonas endémicas la morbilidad y la mortalidad son bajas en ovejas adultas (10-15%), pudiendo ascender hasta el 60% en animales recientemente introducidos. Las muertes se producen en los corderos más jóvenes. 

## Diagnóstico
- Clínico-epidemiológico, presuntivo, basado en síntomas nerviosos, brinco, y en la parasitación por Ixodes ricinus.
- Lesional, microscópico, presuntivo. No se producen lesiones características desarrollándose exclusivamente una ligera congestión de los vasos meníngeos y edema cerebral.
- Virológico: inoculación de macerados de SNC intracraneales en ratón y aparición de parálisis o coma. :También por inoculación en cultivo celular, con o sin suero inmune, asertivo. ELISA de captura de antígeno.
- Serológico, por hemaglutinación e inhibición de la hemaglutinación, asertivo. También se puede usar la Fijación de Complemento. ELISA.
- Microscópicamente puede constarse la presencia de una meningoencefalomielitis no supurativa, con neuronolisis y neuronofagia en centros motores, gliosis e infiltración leucocitaria perivascular.

## Prevención
Vacunas vivas, de atenuación irregular, poco usadas. Vacunas inactivadas con formol, elaboradas a partir de cerebro de ratón, de pollo o de cordero y a partir de cultivos celulares BHK 21. Se aplican con adyuvante oleoso, purificando el virus por ultrafiltración. En rebaños primoinfectados se vacuna todo el ganado y en rebaños enzoóticos todas las primalas y los animales de nueva adquisición. Se debe hacer al menos un mes antes de salir al pasto. Los sueros hiperinmunes son eficaces pero caros.

## Ciclo
Se basa en la prevención vacunal, y una vez instaurado el proceso, en el control epidemiológico, actuando sobre los vectores: 
- El ciclo vital de Ixodes ricinus es de 3 años, de forma que si se infecta el primer año, es infectante los dos siguientes. Si mantenemos el pastizal sin ovejas ni grandes mamíferos que puedan infectar las garrapatas, éstas quedan limpias de virus.
- Igual efecto se consigue mediante vacunación masiva durante dos años.
- Erradicación de la garrapata mediante baños o acaricidas sistémicos que destruyan la fase adulta.[3] Podría usarse pero es difícil, pues aunque Ixodes adulto prefiere grandes mamíferos, puede conformarse con liebres y conejos.

## Aspectos zoonósicos
Más frecuente en trabajadores de matadero y técnicos de laboratorio que en pastores y veterinarios.
Período de incubación en humanos de 5 a 8 días. Fase febril con malestar y cefaleas durante 2 a 12 días, seguida de una fase asintomática de una semana, más o menos, y luego de la fase meningoencefalítica, con sintomatología variable durante un día y medio y prolongada convalecencia. A menudo pasa por influenza estacional si faltan signos de SNC.